# 田神功
田 神功（でん しんこう、生年不詳 - 774年）は、唐代の軍人。本貫は冀州南宮県。

## 経歴
身分の低い家の生まれであった。天宝末年、県の胥吏となった。安史の乱が起こると、神功は反乱軍側で従軍し、平盧兵馬使となった。部下を率いて唐に帰順し、李忠臣に従って滄州・徳州を奪回し、相州を攻撃し、杏園で反乱軍を阻んだ。のちに汴州を守り、戦い敗れて許叔冀とともに史思明に降った。史思明の命により南徳信や劉従諫とともに江淮の攻略に向かったが、神功は南徳信を襲撃して斬り、劉従諫が脱走すると、神功はその兵を掌握して唐に降った。
上元元年（760年）、神功は平盧節度都知兵馬使となり、鴻臚寺卿を兼ねた。敬釭を鄆州で襲撃したが、敗れた。鄭州で反乱兵4000人あまりを破り、反乱軍の大将4人を生け捕りにし、鹵獲した牛馬や兵器は多数であった。劉展の乱が起こると、神功は鄧景山に召し出された。揚州に到着すると、民衆や商人の資産を大規模に略奪し、州内の家屋を発掘し、波斯の商人数千人を殺した。上元2年（761年）2月、劉展を生け捕りにし、長安に護送した。劉展を捕らえた功により、淄青節度使となった。反乱軍が宋州を包囲して危急を告げると、神功は李光弼の命を受けて救援に赴き、その包囲を解いた。また法子営を破った。さらに敬釭を攻めて、これを降した。信都郡王に進封され、検校工部尚書となり、御史大夫を兼ね、汴宋等八州節度使をつとめた。
大暦2年（767年）3月、神功は長安に入朝した。郭子儀の私邸に宴会に招かれると、一晩で10万貫を費やした。4月、検校尚書右僕射を加えられた。宰相以下の百官が尚書省まで神功を見送った。神功は尚書左僕射となり、知尚書省事をつとめ、太子太師を加えられた。大暦9年（774年）1月壬寅、死去した。司徒の位を追贈された。

## 伝記資料
- 『旧唐書』巻124 列伝第74
- 『新唐書』巻144 列伝第69